# Ditte og Louise
Pour plus de détails, voir Fiche technique et Distribution.
Ditte og Louise est un film danois réalisé par Niclas Bendixen, sorti en 2018.

## Synopsis
Ditte et Louise, deux actrices, forment un duo comique qui fait des tournées à travers le Danemark. Louise accepte ce modeste succès mais Ditte rêve de plus grand. Pour avoir plus de succès, Ditte s'habille en homme et se fait appeler « Ditlev ». Sous ce pseudonyme, elle obtient des rôles au cinéma et délaisse Louise.

## Fiche technique
- Titre : Ditte og Louise
- Réalisation : Niclas Bendixen
- Scénario : Ditte Hansen et Louise Mieritz
- Musique : Jomi Massage
- Photographie : Manuel Alberto Claro
- Montage : Lars Therkelsen et Jakob Juul Toldam
- Production : Thomas Heinesen
- Société de production : Nordisk Film Production et Danmarks Radio
- Pays :  Danemark
- Genre : Comédie
- Durée : 103 minutes
- Dates de sortie : 
  -  Danemark : 13 septembre 2018

## Distribution
- Ditte Hansen : Ditte
- Louise Mieritz : Louise
- Anders W. Berthelsen : Anders
- Adam Brix : David
- Lotte Andersen : Gritt
- Sasha Sofie Lund : Tilde
- Leonora Elisabeth Eriksen : Olga
- Anne-Marie Curry : Maya
- Trine Dyrholm : elle-même
- Iza Mortag Freund : Camilla

## Distinctions
Le film a été nommé pour six prix Bodil ainsi que pour neuf prix Robert, remportant le Robert des meilleurs maquillages.